# Banga (Angola)
Banga è un municipio dell'Angola appartenente alla provincia di Cuanza Nord. Ha 23.284 abitanti (stima del 2006) ed una superficie di 1.260 km².